# Ragazza alla finestra (Dalì)
Ragazza alla finestra (Muchacha en la ventana) è un dipinto a olio su cartone di 105 × 74,5 cm realizzato nel 1925 dal pittore spagnolo Salvador Dalí.
È conservato nel Museo Nacional Centro de Arte Reina Sofía di Madrid.
La tela, esposta alla Galleria Dalmau di Barcellona nel novembre 1925, raffigura una ragazza affacciata alla finestra della casa dei Dalí a Cadaqués, località marittima spagnola. Si tratta della sorella di Dalí, Aña Maria, che nel 1925 aveva 17 anni.
I colori predominanti sono sulle tonalità del blu: la ragazza, mora, è ripresa di spalle, e di fronte a lei si apre il panorama della riviera. In questo modo, Dalí pone l'attenzione dell'osservatore non solo al soggetto pittorico rappresentato dalla sorella, ma soprattutto al paesaggio che lei osserva, in parte nascosto alla vista dall'interno domestico che lo incornicia.